# Дженна Хейз
Дженна Хейз (англ. Jenna Haze; настоящее имя Дженифер Корралес англ. Jennifer Corrales; 22 февраля 1982 года, Фуллертон, Калифорния, США) — американская порноактриса и порнорежиссёр. Начала сниматься в порнографических фильмах в 2001 году, в возрасте 19 лет.

## Ранние годы
Когда Дженна была маленькой, её родители развелись. У неё есть две старших сестры и старший брат. Дженна имеет испанские, немецкие и ирландские корни.
До 15 лет Дженна Хейз получала очень хорошие оценки, но потом, по её словам, она «открыла для себя мальчиков и секс». Школу пришлось бросить и, перейдя на домашнее обучение, найти себе первую работу. Поменяв несколько низкооплачиваемых работ (таких, как менеджер забегаловки, сменщица масла, мерчендайзер в магазине игрушек), в 18 лет она решила попробовать себя в роли стриптизёрши. Но надолго в стриптизе Дженнифер не задержалась — ей не нравилось танцевать приватные танцы мужчинам и делать вид, что они ей нравятся, за сравнительно маленькую зарплату.
В 19 лет, отдыхая в одном из любимых ночных клубов, парень будущей порнозвезды знакомит её с приятелем, который, в свою очередь, знаком с порноактёром Питером Нортом, а также актером и режиссёром Крейвеном Мурхэдом. Дженна с радостью соглашается на предложение Мурхеда попробовать свои силы в порно, и уже через два дня она снимается в своей первой порнографической сцене. Дженна Хейз выбрала себе псевдоним в честь тогдашнего парня, имевшего фамилию Hayes, а также в честь её любимой песни Джими Хендрикса «Purple Haze» («Фиолетовая дымка»).

## Карьера
Первая сцена с участием Дженны Хейз была в фильме The Oral Adventures of Craven Moorehead 8 со своим агентом Slim Shady (Dez) и его другом — собственно Крейвеном Мурхэдом. Планировались съемки лишь орального секса, однако в пылу момента страстная дебютантка занялась сексом сразу с двумя. Уже на следующий день она снималась вместе с Miles Long в Joey Silvera's Service Animals 4. Через несколько месяцев перспективная актриса осознала, что не нуждается в агенте и начала представлять свои интересы сама.
На съемках The Taste of a Woman Дженна Хейз знакомится с клавишником ню-метал группы Dope Саймоном Доупом и чуть более месяца встречается с ним, сопровождая группу в турне.
В феврале 2002 года актриса снялась в видео для Jill Kelly Productions (JKP), режиссёром которой выступила сама Джилл Келли. Джилл была очень впечатлена талантом восходящей звезды порно, а потому предложила ей эксклюзивный контракт, который превзошёл предложения других компаний, в апреле 2002 года контракт был уже подписан. По её словам, решающую роль сыграла не столько финансовая составляющая вопроса, а то, что она будет работать на компанию, возглавляемую женщиной, к тому же ещё действующей порноактрисой. Jill Kelly Productions стала для Хейз не только работой, но и семьей. Вскоре после подписания контракта Дженна завела серьёзный роман с оператором компании и согласилась ради него не сниматься в сценах с мужчинами и работать только в жанре лесбийского порно, после чего последовало около 120 фильмов, таких как Jenna’s Harem, Hunger Within и Jenna Haze — Stripped.
Тем не менее, в апреле 2005 года Дженна покидает JKP и становится свободным агентом. Во многом это связано с уходом из компании самой Джилл Келли, но также её не устраивало то, что она не получала положенные ей по контракту отчисления от продажи фильмов с её участием и именных секс-игрушек «Jenna Haze». Примерно в это же время, Дженна Хейз расстается со своим парнем. И к радости своих фанатов возвращается к сценам с мужчинами. "Теперь я хочу делать настоящее порно. То, чем я занималась для JKP три года — дерьмо. " — заявила порноактриса. Первым партнером Дженны после трехлетнего «перерыва» и одновременно первым опытом в межрасовом порно стал чернокожий актер Мистер Маркус в фильме Jenna Haze Darkside. Режиссёром и продюсером фильма выступил её новый бойфренд — Джулс Джордан.
Через год Дженна Хейз начинает вести колонку сексуальных советов в порножурнале Fox, а также возвращается к стриптизу, где получает множество наград.
В апреле 2007 года Jenna Haze Oil Orgy стала первым фильмом для взрослых, который был выпущен в формате Blu-ray.
7 февраля 2012 года объявила о прекращении карьеры порноактрисы. По данным на 2013 год, Дженна Хейз снялась в 567 порнофильмах и срежиссировала 15 порнолент.
В 2012 году снялась в клипе группы The Pretty Reckless на песню «My Medicine». В 2014 году снялась в клипе группы The Pretty Reckless на песню «Messed Up World» («Fucked Up World»).

## Награды
| Дата | Церемония         | Категория                                            | Работа                             | Результат |
| ---- | ----------------- | ---------------------------------------------------- | ---------------------------------- | --------- |
| 2003 | AVN Award         | Лучшая новая восходящая звезда                       |                                    | Победа    |
| 2003 | AVN Award         | Лучшая «соло» сцена                                  | Big Bottom Sadie                   | Победа    |
| 2006 | FAME Award        | Лучшая задница                                       |                                    | Победа    |
| 2007 | AVN Award         | Лучшая сцена орального секса                         | Jenna Haze Darkside                | Победа    |
| 2007 | AVN Award         | Лучшая сцена группового секса                        | Fashionistas Safado: The Challenge | Победа    |
| 2007 | FAME Award        | Любимая оральная старлетка                           |                                    | Победа    |
| 2007 | XRCO Award        | Лучшая экранная химия                                | Fashionistas Safado: The Challenge | Победа    |
| 2007 | FICEB Ninfa Award | Самая оригинальная сексуальная сцена                 | Fashionistas Safado                | Победа    |
| 2008 | AVN Award         | Лучшая сцена                                         | Evil Anal 2                        | Победа    |
| 2008 | FAME Award        | Любимая анальная старлетка                           |                                    | Победа    |
| 2008 | XRCO Award        | Оргазмическая оралистка                              |                                    | Номинация |
| 2009 | AVN Award         | Лучшая сцена стриптиза                               | Pretty As They Cum                 | Победа    |
| 2009 | AVN Award         | Лучшая исполнительница года                          |                                    | Победа    |
| 2009 | XBIZ Award        | Лучшая исполнительница года                          |                                    | Победа    |
| 2009 | XRCO Award        | Лучшая исполнительница года                          |                                    | Победа    |
| 2009 | FAME Award        | Самая «грязная» девушка в порно                      |                                    | Победа    |
| 2009 | FAME Award        | Любимая оральная старлетка                           |                                    | Победа    |
| 2009 | Hot d'Or          | Лучшая американская порноактриса                     |                                    | Победа    |
| 2009 | NightMoves Award  | Лучший исполнитель главной роли (по выбору редакции) |                                    | Победа    |
| 2010 | XRCO Award        | Оргазмическая оралистка                              |                                    | Победа    |
| 2010 | XFANZ Award       | Звезда года                                          |                                    | Победа    |
| 2010 | FAME Award        | Самая грязная девушка в порно                        |                                    | Победа    |
| 2010 | FAME Award        | Любимая анальная старлетка                           |                                    | Победа    |
| 2011 | AVN Awards        | Лучшая лесбийская сцена секса                        | Meow!                              | Победа    |
| 2011 | AVN Awards        | Лучшая исполнительница (по версии фанатов)           |                                    | Победа    |
| 2011 | XRCO Award        | Оргазмическая оралистка                              |                                    | Номинация |
| 2011 | NightMoves Award  | Лучшая полнометражная танцовщица (по версии фанатов) |                                    | Победа    |